# Miguelismo

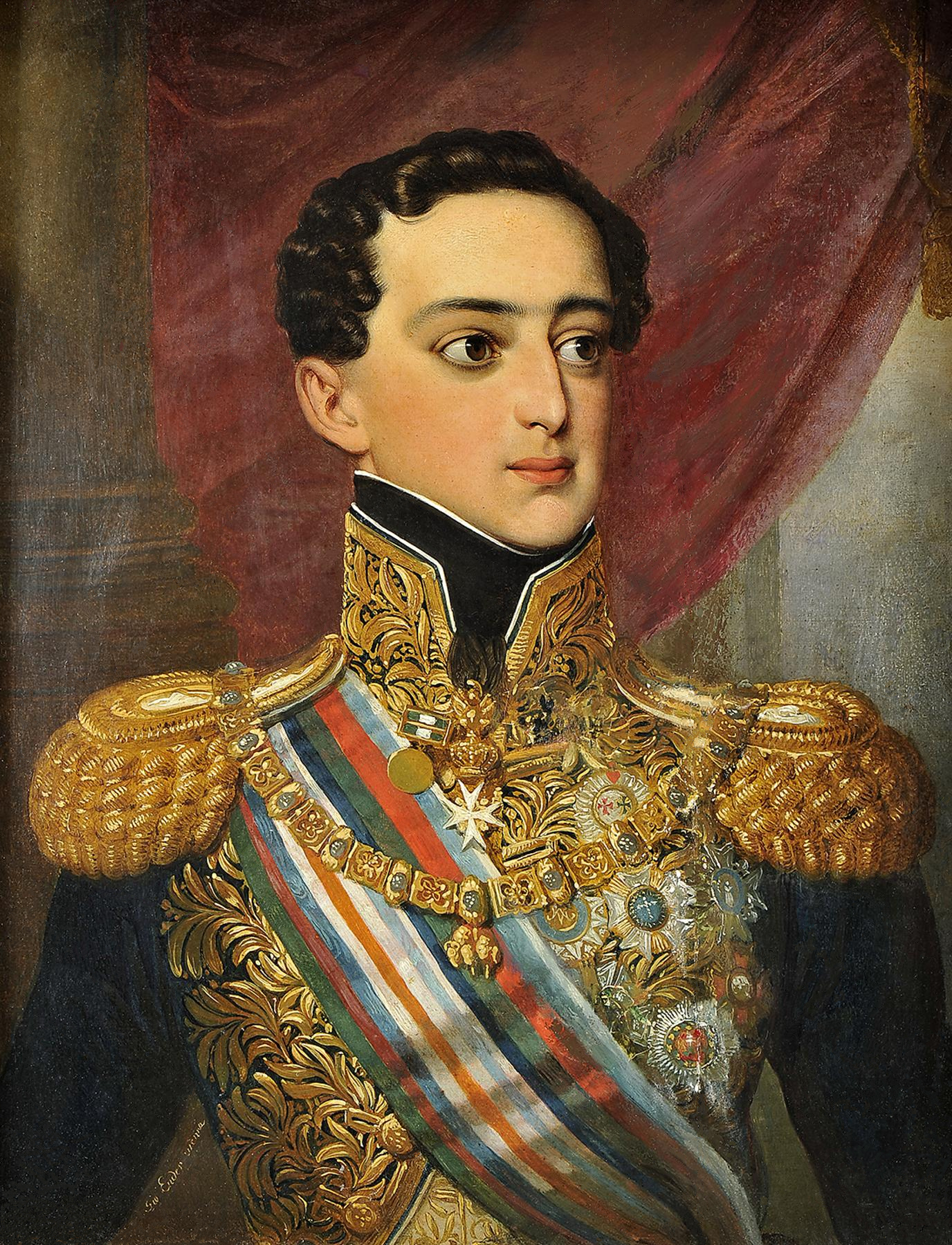
Miguel I de Portugal retratado por Johann Ender en 1827. Palacio de Queluz.

Miguelista es, en la historiografía portuguesa, el partidario del llamado miguelismo, es decir, de aquellos que lucharon por la legitimidad permanente de Miguel I de Portugal en la línea de sucesión al trono portugués y que luego fundó el Partido Legitimista y el Partido Realista que se integró en él. Asimismo, se les designaba "miguelistas" a los partidarios del tradicionalismo como forma de gobierno en oposición al liberalismo constitucional que los liberales, en este contexto llamados malhados ("atigrados"), pretendían instaurar en el Reino de Portugal.
Se oponían a los liberales portugueses que venían protagonizando la vida política desde la revolución de Oporto de 1820 —llamados «setembristas» o «vintistas» los más radicales y «cartistas» los más moderados—, partidarios de la monarquía constitucional representada por Pedro I de Brasil y IV de Portugal (que sólo fue rey de Portugal durante unos días de 1826, abdicando en su hija María II de Portugal).

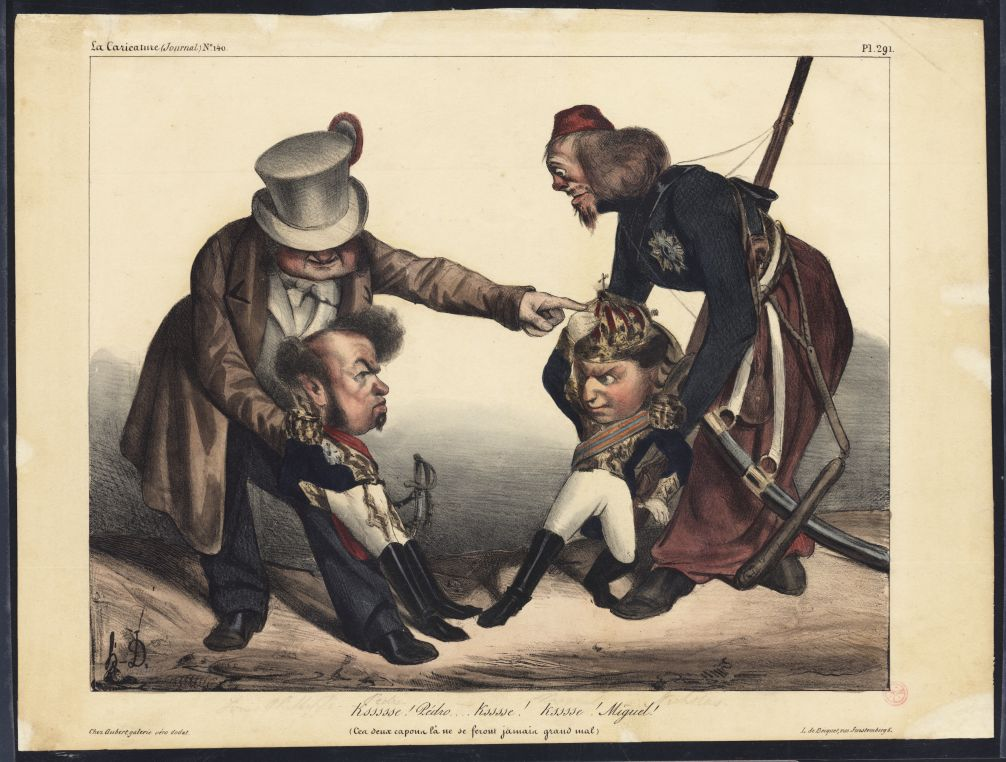
Una caricatura de Honoré Daumier que muestra el conflicto entre los hermanos Pedro y Miguel, cuando eran niños, apoyados e instigados, respectivamente, por el rey francés Luis Felipe I, en representación del lado liberal, y el zar Nicolás I de Rusia, en representación de la Santa Alianza antiliberal. Biblioteca Nacional de Portugal.

En general, como consecuencia de la sucesión de Juan VI de Portugal (muerto el 10 de marzo de 1826), esto condujo a una crisis política, durante la cual muchas personas fueron asesinadas, encarceladas, perseguidas o enviadas al exilio, que culminó en las Guerras liberales o guerra civil portuguesa (1828-1834) entre absolutistas autoritarios (liderados por Miguel) y constitucionalistas progresistas (liderados por Pedro).
La Convención de Évora-Monte (1834), que puso fin a las Guerras Liberales, hizo que Miguel I fuera expulsado del trono y pasó los últimos 32 años de su vida en el exilio. El trono fue retomado por su sobrina, la reina María II, y se instaló un régimen liberal.
Las Guerras liberales fueron de un modo similar a como en España se produciría unas décadas después el enfrentamiento entre carlistas y liberales durante la guerra carlista (1833-1840).
Como forma de combatir a la masonería, aparente conspiradora y punto de reunión contra sus ideales, los miguelistas también fundaron una sociedad secreta llamada "Orden Ecuestre y Militar de San Miguel del Ala", una aparente reestructuración de la Orden de San Miguel del Ala que fue clausurada poco después al ser desautorizada por voluntad del Papa Pío IX. Gran parte de su pensamiento, ya a mediados del siglo XX, en Portugal, fue propuesto por el movimiento Integralismo Lusitano y la organización política Causa Monárquica.
El miguelismo se basó no sólo en la premisa de que Miguel y su estirpe tienen derecho legítimo al trono portugués, sino también en la defensa de los principios tradicionales de una monarquía conservadora basada en los valores católicos y en el poder absoluto del rey, en contraste con el valores de la Ilustración.

## Exclusión de la rama miguelista de la sucesión dinástica
El 19 de diciembre de 1834, la reina María II de Portugal promulgó una carta de ley, conocida como Lei do Banimento ("Ley de Prohibición"), mediante la cual su tío Don Miguel, entonces ya privado del estatus de realeza, y todos sus descendientes, fueron obligados a vivir para siempre fuera del territorio portugués y sin ningún derecho de sucesión al trono de Portugal.
Carta de Ley de 19 de diciembre de 1834
«Doña María Segunda, por Gracia de Dios, Reina de Portugal, Algarves y sus Dominios:
Hacemos saber a todos Nuestros Súbditos que los Tribunales Generales y Extraordinarios han decretado, y Queremos la siguiente Ley:
Art. 1°. El ex Infante D. Miguel y sus descendientes quedan excluidos para siempre del derecho a suceder en la Corona de los Reinos de Portugal, Algarves y sus Dominios.
Art. 2°. El mismo ex Infante D. Miguel, y sus descendientes, quedan desterrados del territorio portugués, de manera que en ningún momento podrán entrar en él, ni disfrutar de derecho alguno civil o político: la conservación, ni la adquisición de cualquier bienes tienen prohibido hacerlo, cualquiera que sea su título y naturaleza: los bienes y efectos personales del ex Infante D. Miguel, cualquiera que sea su clase, quedan sujetos a las reglas generales de indemnización.»
Esta Ley de Prohibición fue posteriormente reforzada con la promulgación de la Constitución Monárquica de 1838, en la que el artículo 98 reiteraba esta prohibición perpetua a la sucesión de la rama miguelista al trono de Portugal.
Constitución monárquica portuguesa de 1838
«La línea colateral del ex infante Don Miguel y todos sus descendientes quedan perpetuamente excluidos de la sucesión.»
Pocos días después del establecimiento de la República Portuguesa se promulgó la Lei da Proscrição ("Ley de Proscripción") el 15 de octubre de 1910. Esta ley obligó al exilio a todas las ramas de la familia real portuguesa. A través del poder constituyente original la constitución portuguesa de 1911 derogó completamente la constitución anterior, pero la Ley de Prohibición sólo fue revocada por la Asamblea Nacional portuguesa el 27 de mayo de 1950; permitiendo el regreso a Portugal de los descendientes de Miguel I de Portugal, así como los descendientes de la Casa de Braganza Sajonia-Coburgo y Gotha y de la Casa de Loulé, quienes regresaron paulatinamente a territorio portugués.